# Codiaeum peltatum
Codiaeum peltatum är en törelväxtart som först beskrevs av Jacques-Julien Houtou de La Billardière, och fick sitt nu gällande namn av Peter Shaw Green. Codiaeum peltatum ingår i släktet Codiaeum och familjen törelväxter. Inga underarter finns listade i Catalogue of Life.